# 孝献端敬皇后

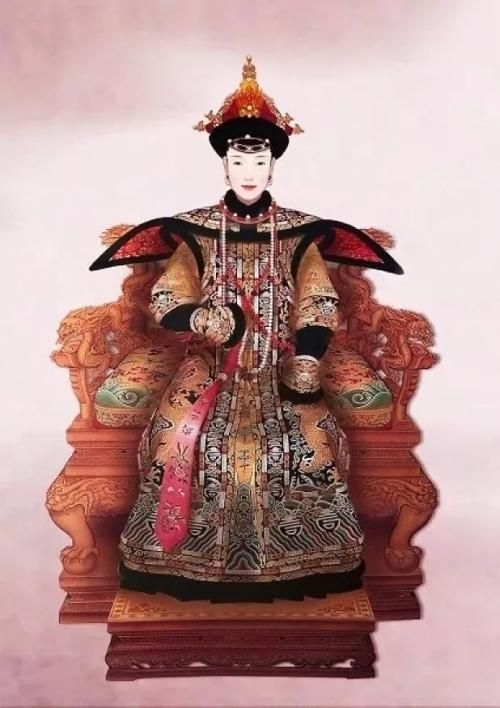
孝獻端敬皇后朝服像

孝献端敬皇后（こうけんたんけいこうごう、1639年 - 1660年9月23日）は、清の順治帝の側室で、寵妃。姓は董鄂氏（Donggo hala、ドンゴ氏）。満洲正白旗の出身。董鄂妃とも呼ばれる。

## 生涯
内大臣の三等伯鄂碩（エシュオ）の娘。順治13年（1656年）8月25日、後宮に入り、賢妃に封じられ、同年9月28日に皇后に次ぐ位である皇貴妃に封じられる。これは後宮の歴史上稀に見る速さの昇格で、順治帝からの寵愛が深かったことを示している。
順治19年（1660年）に死去した際、孝献皇后と追号された。孝献皇后の死に順治帝は気落ちし、翌順治18年（1661年）に天然痘で急死した。24歳での若すぎる崩御に「順治帝は崩御なさったのではなく、本当は寵愛する孝献皇后の菩提を弔うべく出家して五台山で生きていらっしゃる」との説が生まれ、「孝陵（順治帝の陵墓）には、骨壷はあっても棺はない」とも噂された。
正式な皇后でも国母でもないため、夫・順治帝の諡号は付けられていなく、清朝の唯一の例である（咸豊帝の養母である孝静成皇后は最初も道光帝の諡号を含まなかったが、後に政治的理由で与えられた）。

## 子女
- 皇四子栄親王（夭逝）

## 伝記資料
- 『清史稿』